# 洪恰里夫 (利維夫州)
49°36′55″N 24°18′39″E / 49.61528°N 24.31083°E
洪恰里夫（羅馬化：Honchariv）是烏克蘭西部的村莊，隸屬利維夫州的利維夫區。該村面積1.2平方公里，海拔高度294米，2001年人口87，人口密度每平方公里72.5人。